# بخش سیلوانیا (شهرستان لوکاس، اوهایو)
بخش سیلوانیا (به انگلیسی: Sylvania Township) یک منطقهٔ مسکونی در ایالات متحده آمریکا است که در شهرستان لوکاس، اوهایو واقع شده‌است.
 بخش سیلوانیا ۷۳٫۷ کیلومتر مربع مساحت و ۴۸٬۴۸۷ نفر جمعیت دارد و ۲۰۴ متر بالاتر از سطح دریا واقع شده‌است.